# Kunihiko Kodaira
Kunihiko Kodaira, japonsky 小平 邦彦 (16. března 1915, Tokio – 26. července 1997, Kófu) byl japonský matematik, nositel dvou významných ocenění v oboru: Fieldsovy medaile (1954) a Wolfovy ceny za matematiku (1985).
Proslul svými příspěvky v algebraické geometrii a v teorii komplexní variety. Ve druhé oblasti úzce spolupracoval s americkým matematikem Donaldem Claytonem Spencerem. Od roku 1949 Kodaira pracoval ve Spojených státech, kam přijel na pozvání Hermanna Weyla (Institute for Advanced Study v Princetonu, Harvard University, Johns Hopkins University, Stanford University), roku 1967 se vrátil do Japonska na Tokijskou univerzitu, na níž působil do roku 1985.